# Georg Michael Wittmann
Pour les articles homonymes, voir Wittmann.
Georg Michael Wittmann (né le 22 janvier 1760 à Pleystein, mort le 8 mars 1833 à Ratisbonne)  est évêque de Ratisbonne du 1er juillet 1832 à sa mort.

## Biographie
Georg Michael Wittmann est le fils d'un propriétaire terrien près de Pleystein, en Bavière. Après une année préparatoire à l'école latine d'Amberg, il entre au lycée Érasme d'Amberg (de), où il passe son abitur. À partir de 1778, il est boursier au Seminarium Carolinum (de) à Heidelberg et fréquente en même temps l'université de Heidelberg. Après y avoir étudié la philosophie, où il obtient son doctorat, et la théologie, Wittmann est ordonné prêtre le 21 décembre 1782 à Ratisbonne. D'abord actif comme vicaire dans le pays, il est appelé à l'évêché de Ratisbonne en 1788. Comme sous-régent et à partir de 1802 comme régent du séminaire, qui était logé dans l'abbaye de Mittelmünster (de), il se consacre pendant 45 ans à la formation des futurs prêtres. Il est considéré comme un réformateur de la formation sacerdotale et établit de nouvelles normes. Il nomme Johann Nepomuk Ring (de) comme sous-régent. De 1804 à 1829, Wittmann est également curé de la paroisse de la cathédrale de Ratisbonne et à partir de 1821 capitulaire de la cathédrale. 
Il a un engagement personnel envers les gens lors de la bataille de Ratisbonne en 1809. Dans la ville en feu, Wittmann et les séminaristes transportent les blessés dans le sous-sol du séminaire. Ils soignent des centaines de soldats blessés et mourants et les transportent à l'hôpital militaire d'Unterer Wöhrd (de). En 1813, lors de l'épidémie de typhoïde, il soigne personnellement les malades et interdit l'accès à ses séminaristes pour les protéger. Cependant, il est si fortement critiqué par les étudiants pour sa sévérité excessive et sa petite anxiété excessive dans les affaires de l'église que le prince-évêque Charles-Théodore de Dalberg ordonne une visite, car Wittmann est manifestement trop attaché aux méthodes d'éducation spirituelle du passé. Wittmann est opposé aux idées des Lumières.
Wittmann est préoccupé par les pauvres, auxquels il réserve le tiers de ses revenus et l'héritage de son père. En particulier, il s'occupe d'enfants pauvres parmi les 600 écoliers dont il s'occupe et qu'il connaît tous de nom. Lorsque ces enfants arrivent à l'école sans bas et affamés, il achète des bas et de la soupe et les distribue aux enfants à l'école. D'un autre côté, il déteste rire et bavarder avec les enfants. Il fait des efforts particuliers avec des informateurs rémunérés pour découvrir les lieux de baignade du Danube qu'il déteste et les noms des enfants qui s'y baignent, qu'il punit sévèrement et dont il inscrit méticuleusement les noms dans un livre.
Le 21 mai 1829, Wittmann est nommé évêque auxiliaire de Ratisbonne et évêque titulaire de Comama (de). Il est ordonné évêque le 28 juin 1829 par l'archevêque de Munich et Freising, Lothar Anselm von Gebsattel (de). Il est nommé prévôt de la cathédrale et en même temps visiteur général ; en 1830, il est nommé vicaire général. Le 15 mai 1831, il est nommé évêque titulaire de Miletopolis (de). Après la mort de l'évêque de Ratisbonne Johann Michael Sailer, le roi Louis Ier de Bavière le nomme son successeur le 1er juillet 1832. Avant même l'arrivée de la confirmation papale, Wittmann meurt le 8 mars 1833 avec une réputation de sainteté.
Wittmann joue un rôle déterminant dans la traduction et la publication d'une Nouveau Testament populaire et laisse une abondante correspondance et des ouvrages sur la Bible, la prière du bréviaire, le célibat et l'éducation des jeunes. Il impressionne par son intégrité et son engagement social. Wittmann soutient son élève Caroline Gerhardinger dans l'amélioration de l'éducation scolaire des filles, ce qui conduit à la fondation des Pauvres sœurs des écoles de Notre-Dame. Wittmann meurt avant l'approbation de la congrégation par le roi Louis Ier en mars 1834.
Wittmann est enterré dans le chœur du côté nord de la cathédrale. Son cœur est inhumé en mars 1833, accompagné d'un cortège funèbre, dans l'église Saint-Pierre de Ratisbonne (de) qu'il fait construire en 1809.

## Béatification
En 1956, un procès de béatification est lancé. Le pape François le déclare vénérable le 28 novembre 2019.